# 리놀륨

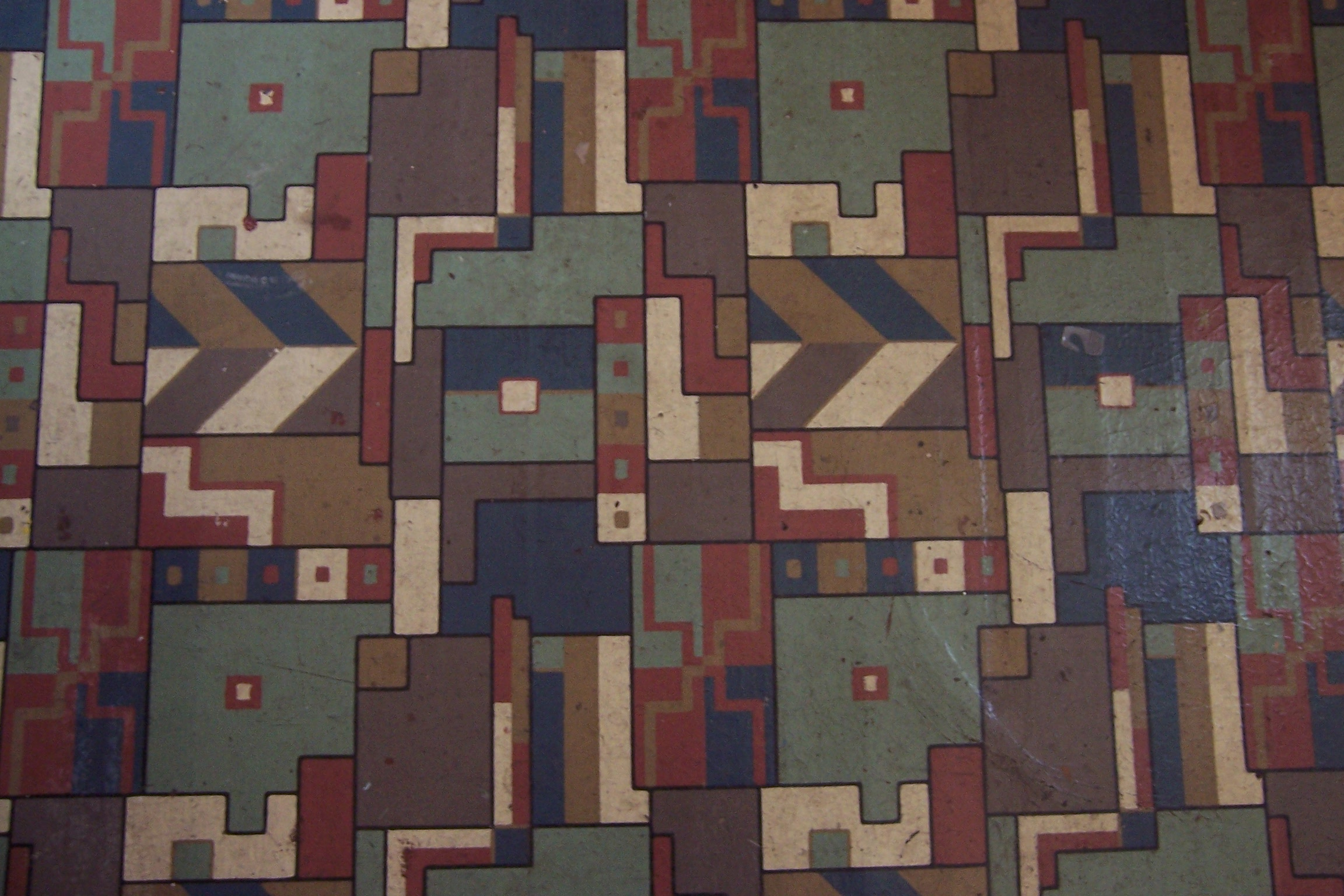

리놀륨 (linoleum) 은 아마인유의 산화물인 리녹신에 수지, 고무질 물질, 코르크 가루 등을 섞어 삼베 같은 데에 발라서 두꺼운 종이 모양으로 눌러 편 물건이다. 서양식 건물의 바닥이나 벽에 붙인다. 내구성이 강하고 청소도 쉬워 많이 이용된다.

## 참고 자료
- 이 문서에는 다음커뮤니케이션(현 카카오)에서 GFDL 또는 CC-SA 라이선스로 배포한 글로벌 세계대백과사전의 내용을 기초로 작성된 글이 포함되어 있습니다.